# Thales
Thales je francosko mednarodno podjetje, specializirano za letalstvo, obrambo, varnost in kopenski promet s sedežem v pariškem okrožju La Défense.
Thales kotira na pariški borzi, ki je prisotna v 80 državah in od 2. aprila 2019 zaposluje 80.000 ljudi. Je ena izmed vodilnih v svetu na področju letalstva, vesolja, obrambe, varnosti in prevoza.
Začetki skupine segajo v leto 1998, ko so se podružnice, specializirane za vojaške dejavnosti, Alcatel, Dassault Électronique in Thomson-CSF, združile v novo podjetje.